# Ali Krieger
Alexandra „Ali“ Blaire Krieger (* 28. Juli 1984 in Alexandria, Virginia) ist eine ehemalige US-amerikanische Fußballspielerin. Die Abwehr- und Mittelfeldspielerin spielte zuletzt für das Franchise des NJ/NY Gotham FC und war auch in der US-Nationalmannschaft aktiv.

## Sportliche Karriere

### Verein
2004 spielte Krieger für die Penn State University, dabei erzielte sie in 23 Spielen 3 Tore und lieferte 3 Vorlagen. Da sie als einzige Spielerin ihres Teams alle Spiele von Beginn an absolvierte, erhielt sie den Titel Big Ten Rookie of the Year.
Zur Saison 2007/08 wurde Krieger zusammen mit ihrer Landsfrau Gina Lewandowski vom 1. FFC Frankfurt verpflichtet, wo sie zunächst im WM-Überbrückungsturnier zum Einsatz kam. Nachdem der Ligabetrieb am 7. Oktober 2007 mit dem 3. Spieltag wieder aufgenommen wurde, stand sie zumeist in der Startelf des 1. FFC Frankfurt. Im Spitzenspiel gegen den FCR 2001 Duisburg am 24. Februar 2008 erzielte sie in der 73. Minute ihr erstes Bundesligator per Distanzschuss zum 4:0-Endstand. Im März 2011 löste sie ihren Vertrag in Frankfurt auf, um sich mit der Nationalmannschaft auf die WM in Deutschland vorzubereiten. Am 5. August 2011 unterschrieb sie einen neuen Zweijahresvertrag beim 1. FFC Frankfurt. Beim Sommerturnier der Theo-Zwanziger-Stiftung, am 5. August 2012, stand sie erstmals wieder seit ihrer Kreuzbandverletzung im Frankfurter Kader. Zum 31. Dezember 2012 löste sie ihren bis 2013 laufenden Vertrag auf, um wieder zurück in die USA zu gehen.
In der Saison 2013 spielt Krieger in der neugegründeten National Women’s Soccer League – der höchsten US-Profiliga im Frauenfußball – für Washington Spirit. Nach dem Ende der NWSL-Saison 2013 unterschrieb sie einen bis 30. November 2013 gültigen Leihvertrag beim schwedischen Verein Tyresö FF und debütierte dort am 21. August.
Von 2017 bis 2021 spielte sie in der NWSL für das Franchise der Orlando Pride. Dabei absolvierte Krieger am 14. Juli 2018 ihr 100. Spiel in der NWSL. Ab 2022 lief sie für NJ/NY Gotham FC in Harrison, New Jersey auf. Am 11. November 2023 war sie Kapitänin ihrer Mannschaft im Finale der NWSL-Meisterschaft, was dann auch das letzte Spiel ihrer Karriere war.

### Nationalmannschaft

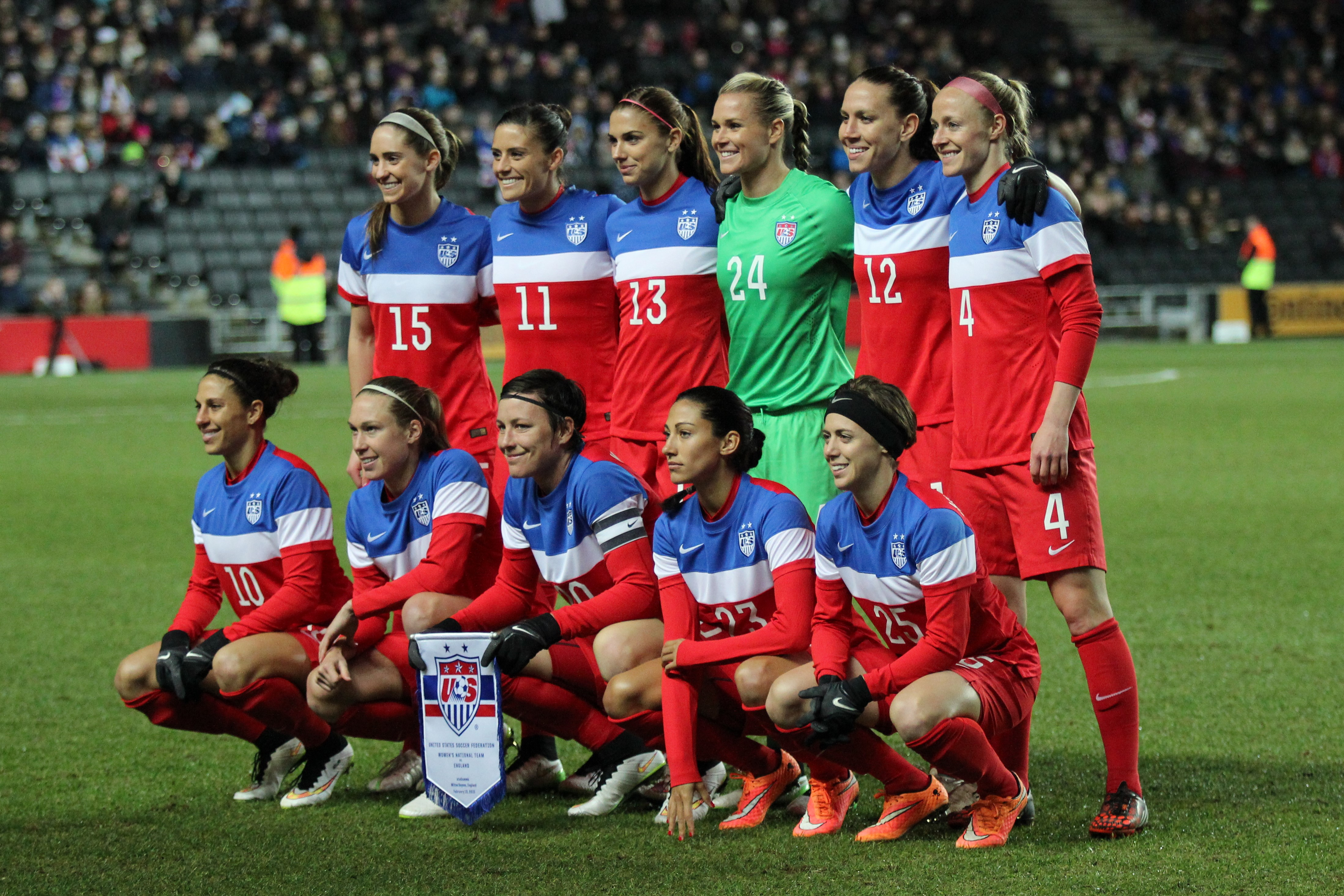
Krieger (Nr. 11) mit der US-Nationalmannschaft vor dem Spiel gegen England am 13. Februar 2015

Beim jährlichen Vier-Nationen-Turnier in der Volksrepublik China gab Krieger am 16. Januar 2008 gegen Kanada ihr Debüt in der US-Nationalmannschaft und kam auch gegen Finnland zum Einsatz. Es blieb aber vorerst bei den zwei Spielen. Erst 2010 gehörte sie wieder zum Kader für den CONCACAF Women’s Gold Cup 2010 und kam auch bei den beiden Playoff-Spielen gegen Italien zum Einsatz. 2011 holte sie mit den USA den Algarve-Cup und wurde in den Kader für die WM 2011 berufen. Sie stand in allen Spielen in der Anfangsformation und erreichte mit ihrer Mannschaft das Finale gegen Japan, wobei sie im Elfmeterschießen des Viertelfinales gegen Brasilien den entscheidenden fünften Treffer markierte. Im Finale gegen Japan – das die US-Girls im Elfmeterschießen verloren – wurde sie beim 1:1-Ausgleichstreffer der Japanerinnen von ihrer Mitspielerin Rachel Buehler unglücklich angeschossen, so dass der Ball vor die Füße von Aya Miyama sprang, die diese Chance konsequent ausnutzte. Im Elfmeterschießen kam sie nicht zum Einsatz.
Am 20. Januar 2012 zog sich Krieger während der Olympiaqualifikation beim 14:0-Rekordsieg gegen die Dominikanische Republik einen Kreuzband- und Innenbandriss im rechten Knie zu.
Nach mehr als einem Jahr Pause kam Krieger am 9. Februar 2013 beim Spiel gegen Schottland wieder zum Einsatz.
Am 8. März 2013 erzielte Krieger beim 5:0 gegen China im Rahmen des Algarve-Cups ihr erstes Länderspieltor.
Krieger wurde auch für den US-Kader der WM-2015 berufen. Sie kam in allen sieben Spielen zum Einsatz und wurde nur im Achtelfinale gegen Kolumbien in der Schlussphase ausgewechselt. Durch den Finalsieg gegen Japan wurde sie erstmals Weltmeisterin.
Krieger gehörte ebenfalls zum Kader für das Qualifikationsturnier für die Olympischen Sommerspiele 2016, das die USA gewannen, und kam in den drei Gruppenspielen zum Einsatz. Bei den Olympischen Spielen kam sie in den Gruppenspielen gegen Frankreich und Kolumbien zum Einsatz.
Nachdem sie am 6. April 2017 gegen Russland gespielt hatte, wurde sie zwar noch für das Tournament of Nations 2017 nominiert, dort aber nicht eingesetzt und dann erstmals wieder für zwei Spiele im April 2019 nominiert. Sie wurde dann beim 6:0 gegen Belgien am 7. April erstmals nach zwei Jahren Pause wieder eingesetzt. Am 1. Mai wurde sie auch für die WM 2019 nominiert.
Am 16. Mai 2019 wurde sie beim 5:0-Sieg gegen Neuseeland zu ihrem 100. Länderspiel eingewechselt. Bei der WM 2019 kam sie in drei Spielen zum Einsatz. Im zweiten Gruppenspiel gegen Chile – als die meisten Stammspielerinnen nicht eingesetzt wurden – spielte sie über 90 Minuten. Im Halbfinale gegen England wurde sie in der 87. Minute für Kelley O’Hara eingewechselt, die sich dann im Finale verletzte, so dass Krieger für sie zur zweiten Halbzeit eingewechselt wurde. Damit gehört sie zu den sechs Spielerinnen – zudem aus der US-Mannschaft Tobin Heath, Carli Lloyd, Alex Morgan und Megan Rapinoe sowie die deutsche Birgit Prinz –, die in drei WM-Finalen standen und hat von diesen mit 255 Minuten die meisten Finalminuten.

## Persönliches
2006 litt Krieger an Atembeschwerden und Herzanfällen infolge einer Lungenembolie. Ihr Zustand war sehr kritisch und sie überlebte die Krankheit nur knapp. Nach ihrer Klinikentlassung musste sie sechs Monate auf sportliche Betätigung verzichten.
Im September 2018 verlobte sich Krieger mit ihrer Teamkollegin Ashlyn Harris, mit der sie bereits seit zehn Jahren zusammen war. Am 28. Dezember 2019 heirateten die beiden im Kreise ihrer Familie und engen Freunde in Miami. Im Oktober 2023 wurde bekannt, dass Harris die Scheidung eingereicht hat.

## Erfolge
- W-League-Siegerin 2007
- UEFA-Women’s-Cup-Siegerin 2008
- Deutsche Meisterin 2008
- Deutsche Pokalsiegerin 2008 und 2011
- Algarve-Cup-Siegerin 2011, 2013 und 2015
- Vizeweltmeisterin 2011
- CONCACAF-Women’s-Gold-Cup-Siegerin 2014
- Weltmeisterin 2015 und 2019
- SheBelieves-Cup-Siegerin 2016 und 2020 (ohne Einsatz)